# آمباراوا
آمباراوا (انگلیسی: Ambarawa) شهری است (و از نظر اداری، ناحیه ای از ناحیه سمارانگ) واقع بین شهر سمارانگ و سالاتیگا در جاوه مرکزی، اندونزی.